# Takanori Jinnai
Takanori Jinnai 陣内孝則 (Jinnai Takanori?) (Ōkawa, 12 agosto 1958) è un attore, regista e scrittore giapponese.
Ha una lunga ed affermata carriera alle spalle, iniziata nei primi anni '80 (dopo aver debuttato come cantante) e continuata ininterrottamente per tutti gli anni 2000; nel 2003 e 2007 ha scritto 2 romanzi di cui poi ha curato la regia per la loro successiva trasposizione cinematografica.
Noto ai più giovani soprattutto per aver interpretato il ruolo del detective privato Kogoro Mouri nei live action ispirati a Detective Conan.

## Filmografia

### Televisione
- Nekoben to Toumei Ningen (TBS, 2013)
- Boys on the Run (TV Asahi, 2012)
- Mikeneko Holmes no Suiri (NTV, 2012, ep10-11)
- Meitantei Conan Special Drama - Kudō Shin'ichi Kyōto Shinsengumi satsujin jiken SP 4 (YTV, 2012)
- Suitei Yuuzai (WOWOW, 2012)
- Meitantei Conan - Kudō Shin'ichi e no chōsenjō (YTV, 2011)
- Piece Vote (NTV, 2011)
- Meitantei Conan - Kudō Shin'ichi e no chōsenjō - Kaitori densetsu no nazo SP 3 (YTV, 2011)
- Control ~ Hanzai Shinri Sousa (Fuji TV, 2011, ep10-11)
- Saijo no Meii (TV Tokyo, 2011)
- Gakeppuchi no Eri (TV Asahi, 2010)
- Tetsu no Hone (NHK, 2010)
- Koshonin 2 (TV Asahi, 2009)
- Ninkyo Helper (Fuji TV, 2009, ep10-11)
- Niini no koto wo wasurenaide (NTV, 2009)
- Koshonin SP (TV Asahi, 2009)
- Arifureta Kiseki (Fuji TV, 2009)
- Shoni Kyumei (TV Asahi, 2008)
- Tomorrow (TBS, 2008)
- Torishimarare Yaku Shinnyu Shain (TBS, 2008)
- Koshonin (TV Asahi, 2008)
- Meitantei Conan - Kudō Shin'ichi no fukkatsu! - Kuro no soshiki to no confrontation SP 2 (NTV, 2007)
- Tantei gakuen Q (NTV, 2007)
- Kikujiro to Saki 3 as Kitano Kikujiro (TV Asahi, 2007)
- Ichi rittoru no namida SP (Fuji TV, 2007)
- Kamisama Kara Hitokoto (WOWOW, 2006)
- Hyoten 2006 (TV Asahi, 2006)
- Teppan Shoujo Akane!! (TBS, 2006)
- Tantei gakuen Q SP (NTV, 2006)
- Meitantei Conan 10 shūnen drama special - Kudō Shin'ichi e no chōsenjō - Sayonara made no prologue SP 1(YTV, 2006)
- The Hit Parade (Fuji TV, 2006)
- Satomi Hakkenden (TBS, 2006)
- Ichi rittoru no namida (Fuji TV, 2005)
- Be-Bop High School 2 (TBS, 2005)
- Akai Giwaku (TBS, 2005)
- Kikujiro to Saki 2 (TV Asahi, 2005)
- Last Present (Fuji TV, 2005)
- Fukigen na Gene (Fuji TV, 2005, ep8-11)
- Minna Mukashi wa Kodomo Datta (KTV, 2005)
- Tokugawa Tsunayoshi - Inu to Yobareta Otoko (Fuji TV, 2004)
- Be-Bop High School (TBS, 2004)
- I'm Home (NHK, 2004)
- Dream (NHK, 2004)
- Denchi ga Kireru Made (TV Asahi, 2004)
- Rikon Bengoshi (Fuji TV, 2004)
- Fujiko Hemingu no Kiseki (2003)
- Kikujiro to Saki (TV Asahi, 2003)
- Egao no Hosoku (TBS, 2003)
- Onmyoji Abe no Seimei (Fuji TV, 2002)
- Tantei Kazoku (NTV, 2002)
- Hito ni Yasashiku (Fuji TV, 2002)
- Heart (NHK, 2001))
- Tengoku ni Ichiban Chikai Otoko 2 (TBS, 2001)
- Kabachitare (Fuji TV, 2001)
- Yonimo Kimyona Monogatari Yo, Suzuki! (Fuji TV, 2000)
- Ai wo kudasai (Fuji TV, 2000)
- Limit: Moshimo wagako ga (YTV, 2000)
- Virtual Girl (NTV, 2000)
- Konya wa eigyouchu (Fuji TV, 1999)
- Tengoku ni Ichiban Chikai Otoko (TBS, 1999)
- Nemureru Mori (Fuji TV, 1998)
- Shomuni (Fuji TV, 1998)
- Makasete Darling (TBS, 1998)
- Sutouka Sasou Onna (TBS, 1997)
- Mori Motonari (NHK, 1997)
- Shouri no Megami (Fuji TV, 1996)
- Hitori ni Shinaide (Fuji TV, 1995)
- Furuhata Ninzaburo SP (Fuji TV, 1995)
- Help (Fuji TV, 1995)
- Onichan no Sentaku (TBS, 1994)
- Deatta Koro no Kimi de Ite (NTV, 1994)
- Yellow Card (TBS, 1993)
- Namiki-ie no Hitobito (Fuji TV, 1993)
- Taiheiki (NHK, 1991)
- Koi no Paradise (Fuji TV, 1990)
- Aishiatteru Kai (Fuji TV, 1989)
- Dokyuusei (Fuji TV, 1989)
- Seishun Kazoku (NHK, 1989)
- Kimi no Hitomi wo Taihosuru! (Fuji TV, 1988)
- Dokuganryu Masamune (NHK, 1987)
- Rice Curry (Fuji TV, 1986)

### Cinema
- Smile Seiya no Kiseki (2007)
- Ai no Rukeichi (2007)
- The Backdancers!(2006)
- Check It Out, Yo! (2006)
- Nagurimono (2005)
- Kagen no Tsuki (2004)
- ROCKERS (2003)
- Red Shadow: Akakage (2001)
- Hasen no Marisu / The Frame (2000)
- Pop Beat Killers (2000)